# Emmanuel Rubayiza
Emmanuel Rubayiza (ur. 29 października 1977) – rwandyjski lekkoatleta, sprinter, olimpijczyk z Atlanty.
Reprezentował swój kraj na igrzyskach w Atlancie, startował w biegu na 400 metrów mężczyzn - odpadł w eliminacjach z czasem 49,20.

## Rekordy życiowe
| Dystans                   | Wynik (s) | Miejsce | Data             | Uwagi         |
| ------------------------- | --------- | ------- | ---------------- | ------------- |
| bieg na 200 metrów        | 22,17     | Athens  | 19 kwietnia 1997 | rekord Rwandy |
| bieg na 400 metrów        | 48,1      | Kigali  | 28 lutego 1996   |               |
| bieg na 400 metrów        | 48,80     | Harare  | 14 września 1995 | rekord Rwandy |
| bieg na 400 metrów (hala) | 50,25     | Paryż   | 7 marca 1997     | rekord Rwandy |